# Tiranë distrikt

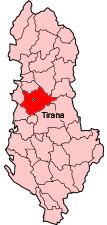

Tiranas distrikt (albanska: Rrethi i Tiranës) var ett av Albaniens 36 distrikt. Det hade 523 150 invånare och en yta på 1 238 km². Det är beläget i centrala Albanien, och dess centralort var landets huvudstad Tirana. Andra städer i distriktet var Kamza och Vora.